# Cotinga blanca
La cotinga blanca (Carpodectes hopkei) és un ocell de la família dels cotíngids (Cotingidae).

## Hàbitat i distribució
Habita la selva pluvial, clars i matolls de les terres baixes a l'est de Panamà, oest de Colòmbia i nord-oest de l'Equador.